# Міньково
Мінько́во (рос. Миньково) — село у складі Бабушкінського району Вологодської області, Росія. Адміністративний центр Міньковського сільського поселення.

## Населення
Населення — 914 осіб (2010; 998 у 2002).
Національний склад (станом на 2002 рік):
- росіяни — 100 %